# Pseudotmethis rubimarginis
Pseudotmethis rubimarginis is een rechtvleugelig insect uit de familie Pamphagidae. De wetenschappelijke naam van deze soort is voor het eerst geldig gepubliceerd in 1986 door Li.